# Vial

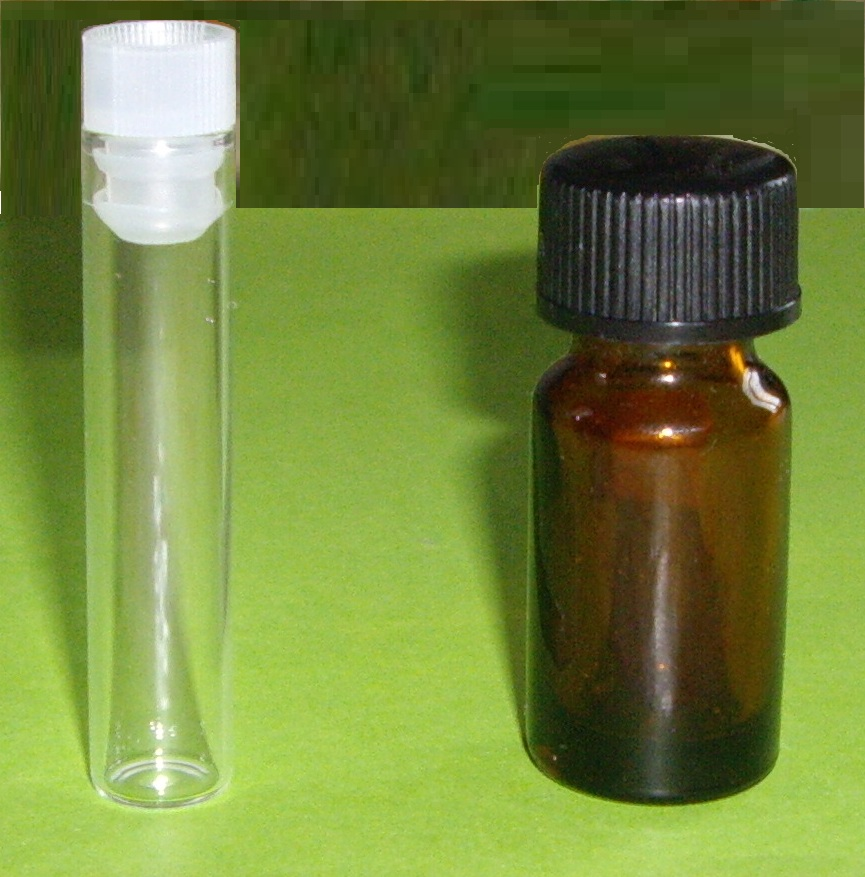
Vials

Un vial, fiala o fiola és un flascó relativament petit de vidre, especialment utilitzat per emmagatzemar medicaments líquids, en pols o en altres formes com les càpsules.

## Forma
La forma més típica de vial és un petit flascó amb un tap de goma segellat per una càpsula metàl·lica, que permet la punció amb una agulla hipodèrmica, per a afegir-hi un líquid solvent al contingut sòlid mitjançant una xeringa i després aspirar-ho tot plegat, àmpliament usat en medicina.
El vidre sol ser incolor o de color ambre (per protegir-ne el contingut de la llum). La part inferior és habitualment plana, a diferència dels tubs d'assaig que tenen, en general, un fons arrodonit.
Els anomenats vials d'alta recuperació, tenen un fons cònic per a la recuperació completa de la mostra.
Hi ha diversos sistemes de tancament a més del ja esmentat tap de goma per punció. Per exemple, pots tancats amb tap de rosca (que opcionalment poden portar un goter o pipeta) o amb un tap a pressió de suro o de plàstic.
També n'hi ha que serveixen com a mitjà de transport i cultiu per mostres microbiològiques com els flascons per hemocultiu.

## Etimologia
La paraula "vial" ve del grec "phiale", per via de l'anglès, que significa "contenidor de fons pla". El llatí "phiala" ha donat fiala i fiola ve del llatí tardà "fiola".